# 阿托伐他汀
阿托伐他汀（INN：atorvastatin）商品名立普妥（Lipitor）、妥寧等，是一种他汀类药物，主要作用是降低血液胆固醇水平。它还可稳定血液斑块和预防中风，也可以用于减缓发烧（未批准用法）。类似于所有他汀類藥物，阿托伐他汀通過抑制肝組織中，一種對膽固醇製造起關鍵作用的酵素——羟甲基戊二酸单酰辅酶A还原酶（HMG-CoA reductase），以減少體內製造膽固醇。
阿托伐他汀於1985年由布魯斯·羅斯-帕克-戴維斯華納-蘭伯特公司（Bruce Roth of Parke-Davis Warner-Lambert Company）首次合成（現為輝瑞公司/Pfizer），是製藥歷史上銷售最好的藥物。它自1996年被美國食品藥品監督管理局批准以來，累計銷售額超過1,250億美元，並連續保持此銷售冠軍紀錄達十年。通用阿托伐他汀，由沃森製藥公司和蘭伯西實驗室製造，並於2011年11月30日開始於美國上市。2021年，它是美國第1常用的處方藥。

## 主治
阿托伐他汀的主要用途是治療血脂異常和預防心血管疾病。需要注意的是病人應在透過運動、減重與加強飲食等日常生活管理各方面都沒法改善膽固醇水平的情形下，才服用阿托伐他汀。

### 血脂異常
- 高膽固醇血症（Hypercholesterolemia，包括子家族和非家族），混合性高血脂（弗雷德里克森IIa和IIb型）以降低總膽固醇、低密度脂蛋白-C、apo-B、甘油三酯和C反應蛋白水平但增加高密度脂蛋白的水平。[6][7][8][9][10]
- 小兒雜合子家族性高膽固醇血症[6]
- 純合子家族性高膽固醇血症[6][11]
- 高甘油三酯血症（弗雷德里克森IV型）
- 初級血β脂蛋白異常（弗雷德里克森III型）
- 混合型高脂血症[12][13][14][14][15][16][17]

### 心血管疾病
- 預防冠狀動脈性心臟病，預防心肌梗死、中風、不穩定心絞痛[18][19]和血運重建（英语：Revascularization）。[20][21]
- 預防II型糖尿病患者心肌梗死和中風。[22][23][24][25][26][27][28]

伴隨治療的注意事項：可和膽汁酸樹脂（離子交換樹脂）相結合。不建議結合貝特類（Fibrate）藥物治療，    因為增加與肌肉損傷相關的不良反應的風險。根據患者年齡，藥物劑量必須調整，降低肝功能不全。

## 禁忌
- 活性肝病：膽汁淤積（英语：Cholestasis）、肝性腦病、肝炎、黃疸
- 原因不明的天冬氨酸氨基转移酶（AST）或谷丙转氨酶（ALT）水平上升
- 懷孕
- 母乳餵養

服用阿托伐他汀期間必須注意有某些情況下可能出現橫紋肌溶解症，一種可引起肌红蛋白尿症並導致急性腎衰竭的併發症。如果被懷疑或診斷為橫紋肌溶解症，須立即停止阿托伐他汀治療。但實驗顯示，阿托伐他汀可能起到保護腎功能的作用。另外，如果病人肌酸激酶（Creatine kinase，CK）的水平明顯升高和懷疑有肌病，也應停止使用阿托伐他汀。當與環孢素、貝特類（Fibrate）藥物、紅黴素、烟酸或唑類抗真菌药共同給藥有可能增加導致肌病的風險。
在懷孕期間是絕對禁止使用阿托伐他汀的，因為膽固醇是胎兒發育的必須生物合成途徑，也包括類固醇和細胞膜生成。另外也不建議餵哺母乳者服用此藥，因為通過老鼠的實驗表明阿托伐他汀可能會進入人類的乳汁分泌。

## 副作用
阿托伐他汀最嚴重副作用為肌酸激酶（CK）升高導致的肌病和橫紋肌溶解症，雖然發生機會低於1%。頭痛是最常見的副作用，發生在10%的患者上。
其他副作用（發生機率在1–10%之間）包括：無力、失眠和頭暈、胸部疼痛和外週性水腫、皮疹、腹痛、便秘、腹瀉、消化不良、胃腸脹氣、噁心、泌尿道感染、關節痛、肌肉痛、背痛、關節炎、鼻竇炎、咽炎、支氣管炎、鼻炎、感染、流感樣綜合徵和過敏性反應。
小部分服用本藥和／或其它他汀類藥物病者曾引致失憶，特別是女性。因膽固醇的合成，是正常的神經元功能所必需的。但據輝瑞公司的臨床試驗，“膽固清沒有和失憶之間有因果關係。
在少數情況下，谷丙转氨酶（ALT）和天冬氨酸氨基转移酶（AST）水平會升高。。
有報告指出高劑量阿托伐他汀能使血糖控制惡化。

### 藥物和食物的相互作用
此藥物和安妥明（Clofibrate）、非諾貝特（Fenofibrate）、吉非貝齊（Gemfibrozil）（一些治療高膽固醇血症藥物）有相互作用，可增加引致肌病和橫紋肌溶解症風險。
和CYP3A4抑制劑（伊曲康唑，泰利和伏立康唑）共同用藥，可能會導致不良反應。和CYP3A4誘導劑（波生坦，磷苯妥英鈉，苯妥英）聯合用藥，可能減少阿托伐他汀的血液濃度。烟酸也被證明增加肌病或橫紋肌溶解症的風險。他汀也能令其他藥物（如華法林或地高辛）的濃度發生改變。補充維生素D可降低阿托伐他汀和活性代謝物濃度。
葡萄柚汁是腸道CYP3A4的抑制劑，葡萄柚汁與阿托伐他汀共服可能會導致Cmax和AUC增加，從而導致不良反應或藥物過量並產生毒性。

## 作用機理
阿托伐他汀是HMG-CoA還原酶的競爭性抑制劑，這與其他他汀類藥物相似，但不同的是本藥為一個完全人工合成的化合物。 HMG-CoA還原酶催化還原3-羥基-3-甲基-輔酶A（HMG-COA）成為甲羟戊酸，這是肝臟膽固醇生物合成的速率控制步驟（rate-limiting step）。通過抑制這種酵素，降低从头合成膽固醇，增加肝細胞上的低密度脂蛋白受體（LDL受體），增加肝細胞對低密度脂蛋白的吸收，降低血液中的低密度脂蛋白膽固醇量。像其他他汀類藥物，阿托伐他汀也降低血液三酸甘油酯水平，並略有增加高密度脂蛋白膽固醇水平。

## 藥代動力學
口服阿托伐他汀吸收迅速，最大血藥濃度1至2小時。該藥物的絕對生物利用度約為14%。阿托伐他汀通過腸道時經歷首过效应，這是此藥的生物利用度低的主要原因。儘管當阿托伐他汀與食物一起服用時，其降低血液LDL（低密度脂蛋白）的效用並沒因此減少，但與食物共服，藥物Cmax（吸收率）減少25%，AUC（吸收程度）減少9%；而夜間服藥Cmax（吸收率）和AUC（吸收程度）減少30%，但都不會影響阿托伐他汀的療效。
阿托伐他汀的蛋白結合率高（≥98%），阿托伐他汀代謝主要通過細胞色素P450-3A4羥基形成。以激活鄰位類羥基化代謝物和β-氧化代謝物。前者對全身的HMG-CoA還原酶運作起關鍵效用。鄰羥基代謝物進一步透過葡糖醛酸代謝作用代謝。細胞色素P450的抑制劑和诱导剂分別能增加或減少此藥的血藥濃度，這已被一項以紅黴素（一種已知的細胞色素P450抑制劑）與阿托伐他汀為對象的實驗室試驗中被驗證。
阿托伐他汀主要是經肝膽汁排泄，阿托伐他汀在尿液中回收的不到2%，沒有進入肠肝循环。阿托伐他汀消除半衰期約14小時。值得注意的是，HMG-CoA還原酶抑制活性有半衰期20至30小時，這被認為是與活性代謝產物有關。阿托伐他汀也是腸道P-糖蛋白外排轉運，在藥物正在腸臟被吸收時被泵回腸腔中。
肝功能不全患者，血藥濃度受到肝臟疾病顯著影響。與A-末期肝病患者Cmax和AUC增加4倍。B超末期肝病患者的Cmax增加16倍、AUC增加11倍。老年患者（65歲以上）藥代動力學表現與年輕成年人不同，老年患者的AUC和Cmax值分別提高40%和30%；而健康長者對藥物反應較理想，故可能只需處方較低劑量予此人群。

## 藥理學
阿托伐他汀一些基因多態性（Genetic polymorphism）已被發現與本藥不良副作用的發生率較高有關。這種現象被懷疑與血漿中的藥理活性代謝產物增加有關，如阿托伐他汀內酯和P-Hydroxyatorvastatin。對於較可能誘發不良副作用的潛在患者，可使用特定的色譜技術對阿托伐他汀及其活性代謝物進行監測。

## 配方

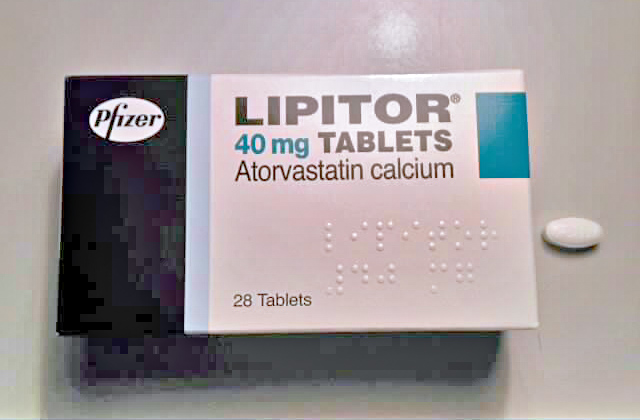
輝瑞生產的阿托伐他汀鈣片

阿托伐他汀鈣片由輝瑞公司銷售。藥片為白色、橢圓形的薄膜包衣片。輝瑞公司還與其他藥物打包結合，如Caduet。輝瑞公司建議服食者不要將藥片一分為二。

## 延伸閱讀
- (pdf). Lipitor (atorvastatin calcium) Tablets for oral administration. Pfizer. 2009-06-01  [2011-10-26]. （原始内容存档 (PDF)于2011-05-06）.
- Maggon K. . Drug Discov. Today. June 2005, 10 (11): 739–42. PMID 15922927. doi:10.1016/S1359-6446(05)03468-9.
- Roth BD. . Prog Med Chem. Progress in Medicinal Chemistry. 2002, 40: 1–22. ISBN 978-0-444-51054-9. PMID 12516521. doi:10.1016/S0079-6468(08)70080-8.
- Simons J. . Fortune. 2003-01-20  [2011-10-26]. （原始内容存档于2019-09-15）.
- Winslow R. . The Wall Street Journal. 2000-01-24  [2011-10-26]. （原始内容存档于2013-09-05）.
- . ScienceBlog. American Chemical Society. 2003-03-01  [2011-10-26]. （原始内容存档于2011-06-14）.
- Rowe A. . Wired Science. Wired.com. 2008-08-20  [2011-10-26]. （原始内容存档于2009-04-10）.
- Bernstein M. . Medical News Today. 2008-08-16  [2011-10-26]. （原始内容存档于2009-07-03）.
- He L. . Chinese Academy of Sciences·Institute of Process Engineering. 2003-09-27  [2011-10-26]. （原始内容存档于2011-07-19）.

## 外部連結
- Atorvastatin bound to proteins （页面存档备份，存于） in the PDB
- Lipitor.com （页面存档备份，存于） – manufacturer's site
- MedlinePlus Drug information: Atorvastatin (Systemic) （页面存档备份，存于） – information from USP DI Advice for the Patient
- U.S. National Library of Medicine: Drug Information Portal - Atorvastatin （页面存档备份，存于）